# Cimetière des Ursulines (Amboise)
Le cimetière des Ursulines est le cimetière le plus ancien de la ville d'Amboise dans le département d'Indre-et-Loire. Il est inscrit aux monuments historiques pour certaines de ses sépultures en 1962 (Tombeau de Léonard Perrault, tombeau du duc de Choiseul et tombeau de Henri-Michel d'Amboise). Il se trouve rue des Ursulines, d'où son nom. Il abrite notamment la sépulture du duc de Choiseul, la tombe de la famille Debré dont le ministre Michel Debré et la sépulture de l'écrivain Gonzague Saint-Bris. 

## Histoire et description

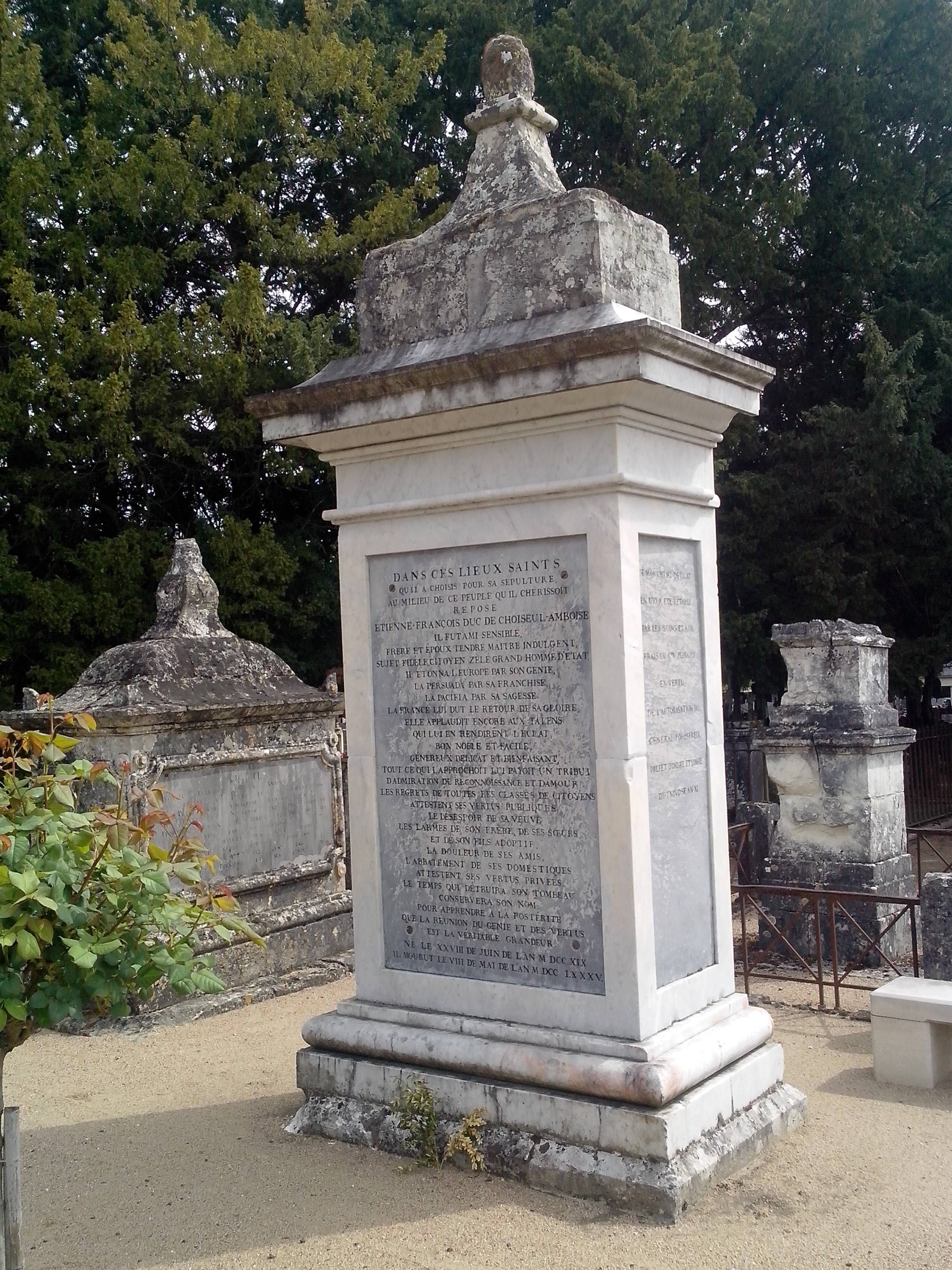
Monument du duc de Choiseul.

C'est à la fin du XVIIIe siècle que le duc de Choiseul installe sa sépulture sur un terrain au lieu-dit le « clos du Bœuf », puis il lègue à sa mort ce terrain à la ville pour y ouvrir un cimetière en 1785. Des allées sont tracées et plantées d'arbres, surtout des ifs. C'est encore l'un des plus beaux cimetières de la région avec quelques monuments architecturaux anciens de familles de notables, dont un certain nombre de manufacturiers. Les restes des défunts des anciens cimetières paroissiaux sont placées sous une grande croix de fer forgé érigée au milieu du cimetière. Une stèle surmontée d'une croix de pierre entourée d'une grille indique l'emplacement de la tombe commune de soldats français et allemands morts pendant la guerre franco-prussienne de 1870. Le mémorial de l'Aurès est un espace destiné aux harkis, conçu en 1997 par l'architecte Jean-Yves Barrier.
La partie contemporaine du cimetière est couverte de tombes choisies sur catalogue et sans intérêt artistique.

## Personnalités inhumées

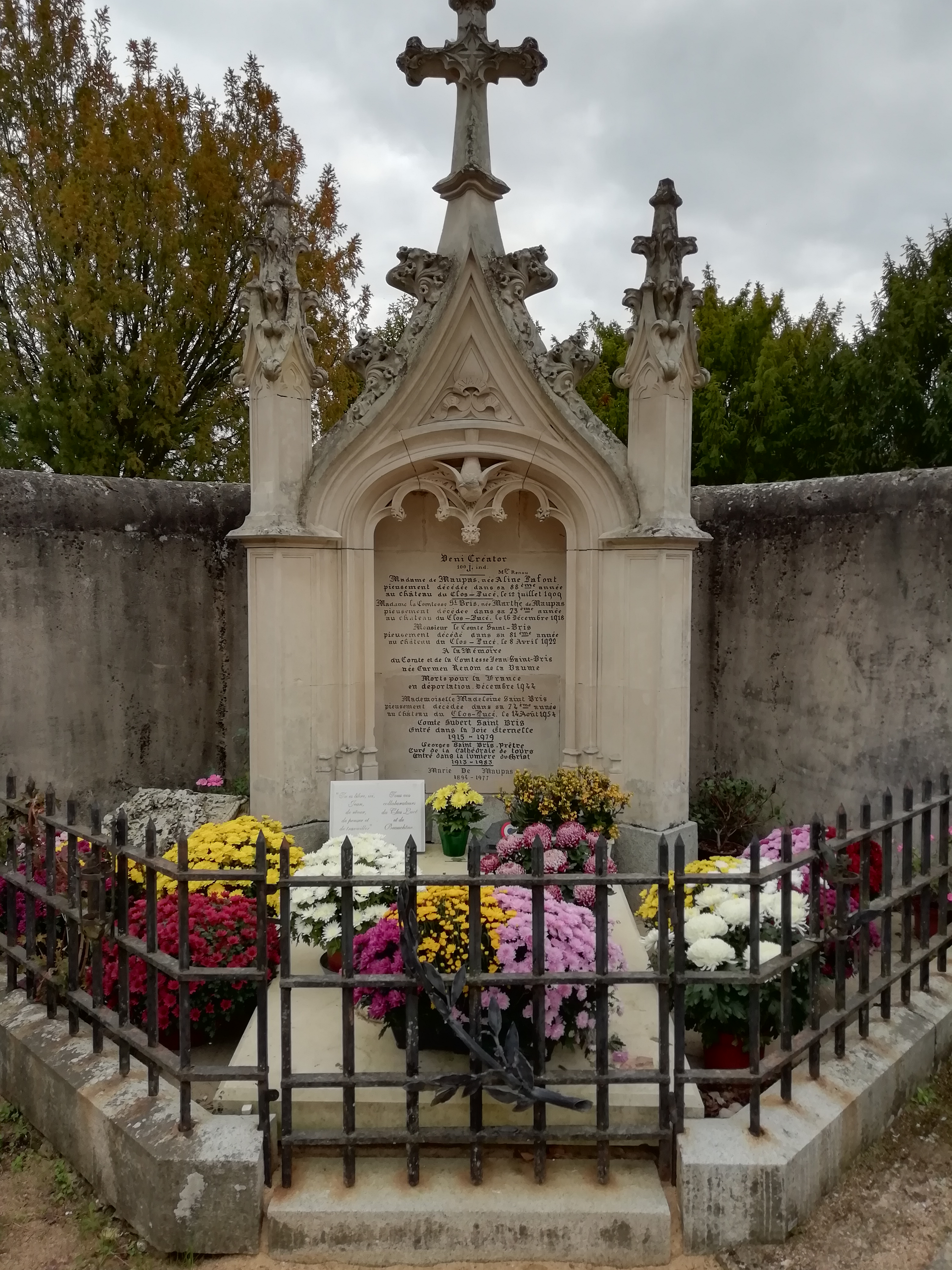
Sépulture de la famille Saint-Bris

- Henri-Michel d'Amboise (1740-1812), dernier seigneur du Clos-Lucé, emprisonné sous la Terreur (obélisque).
- Étienne-François de Choiseul (1719-1785), duc de Choiseul, maréchal de camp, ambassadeur, pair de France, ministre (stèle[4]).
- Betty Daussmond (née Marguerite Doneau, 1883-1957), comédienne.
- François Debré (1942-2020), journaliste et écrivain, fils des suivants, avec son épouse née Maÿlis Ybarnegaray (1942-1988).
- Michel Debré (1912-1996), premier ministre de la Ve République, maire d'Amboise, avec son épouse née Anne-Marie Lemaresquier (1912-2001), fille de l'architecte Charles Lemaresquier. Il est fait mention de la mémoire de son père, le professeur Robert Debré (1882-1978), professeur de médecine, et de sa mère, enterrés ailleurs.
- Abel Gody (1876-1947), pionnier de la TSF.
- Charles Guinot (1827-1893), entrepreneur de travaux publics, maire d'Amboise et député républicain d'Indre-et-Loire, puis sénateur de gauche, oncle de l'épouse de Félix Faure (stèle sous une croix près du mur).
- Claude Ménard (1906-1980), médaillé olympique de 1928 de saut en hauteur et chevalier de la Légion d'honneur.
- Gonzague Saint-Bris (1948-2017), journaliste et écrivain, tué dans un accident de la route (caveau familial néogothique).

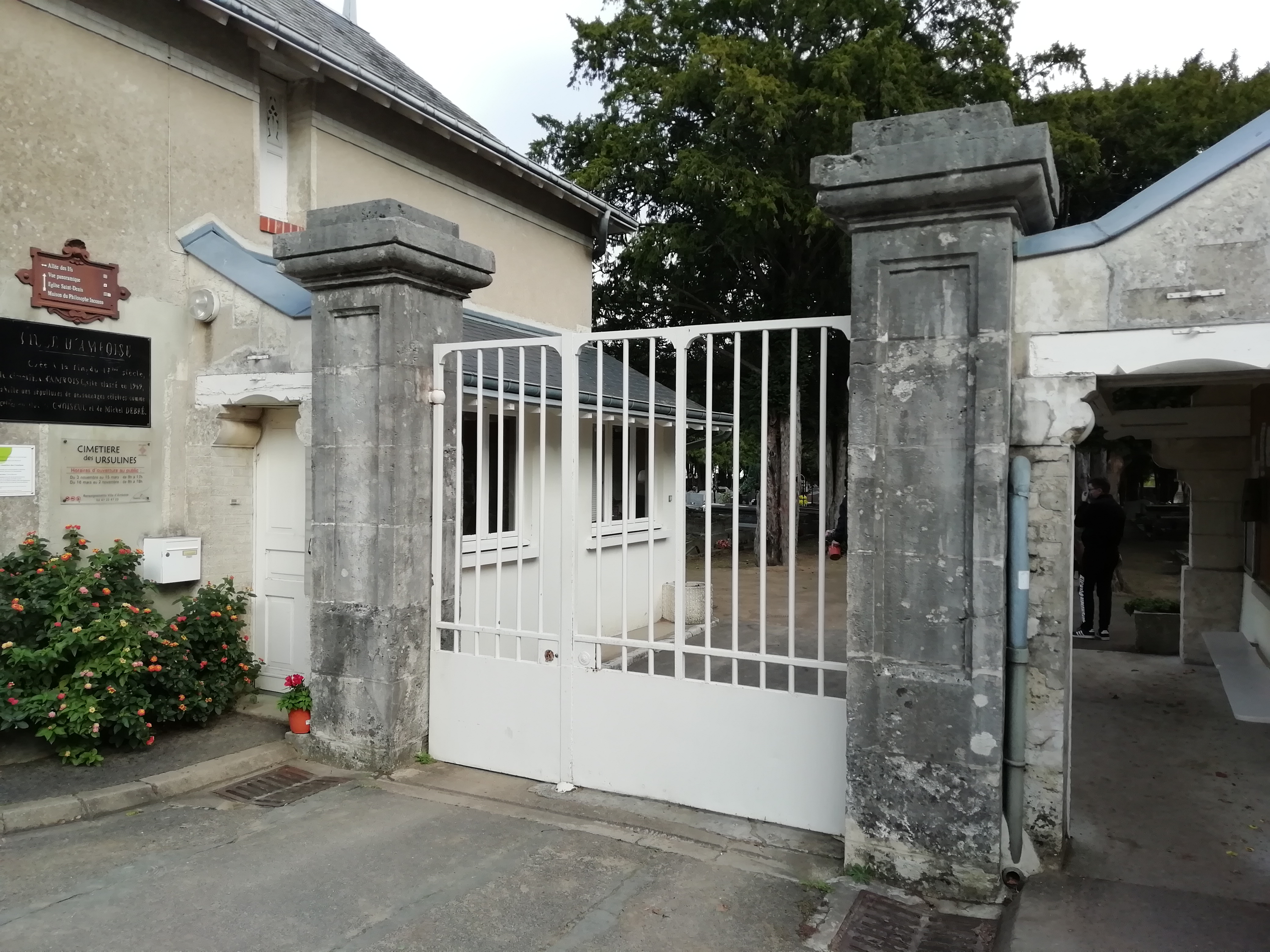
Portail d'entrée
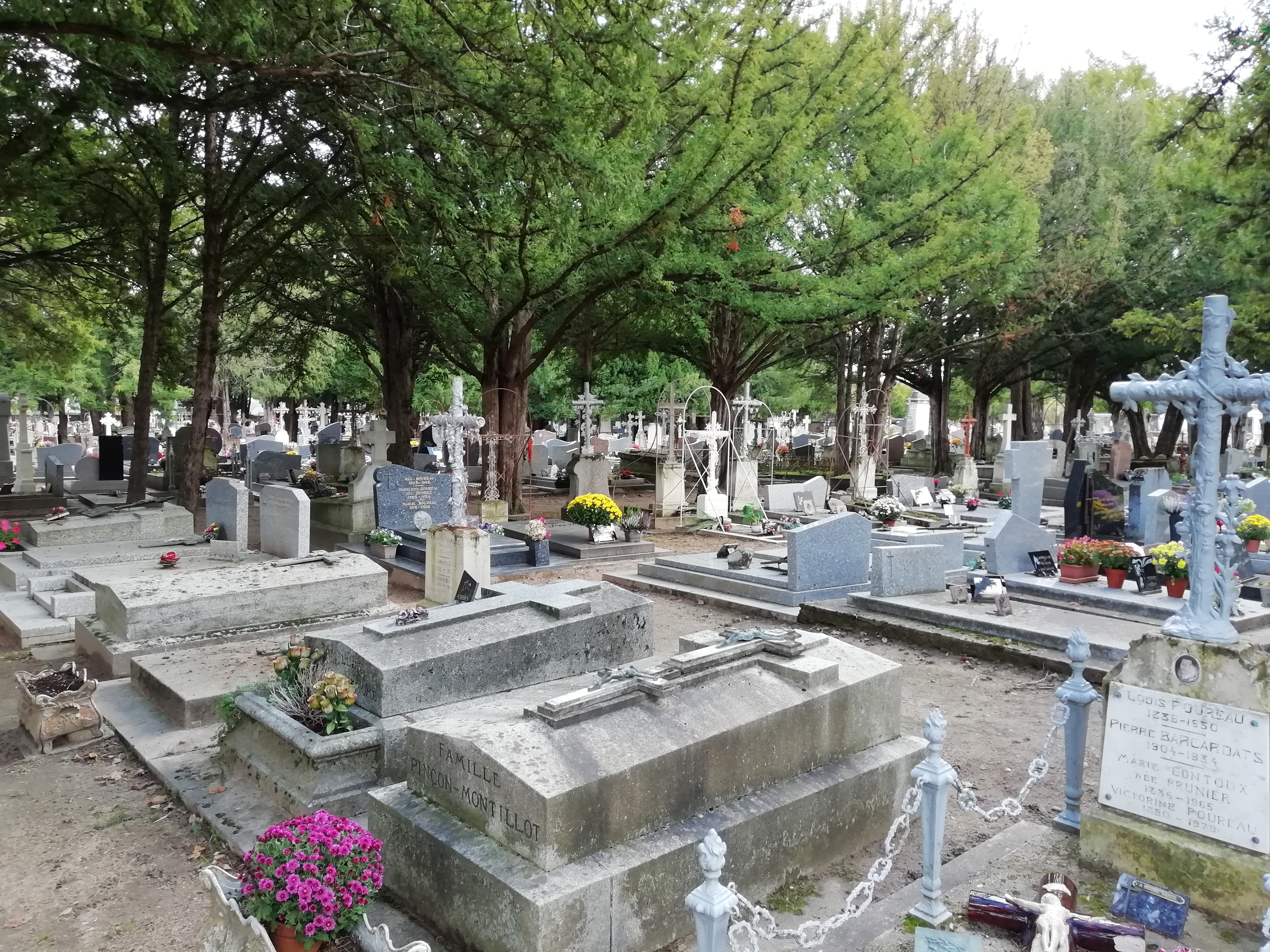
Vue d'une division ancienne
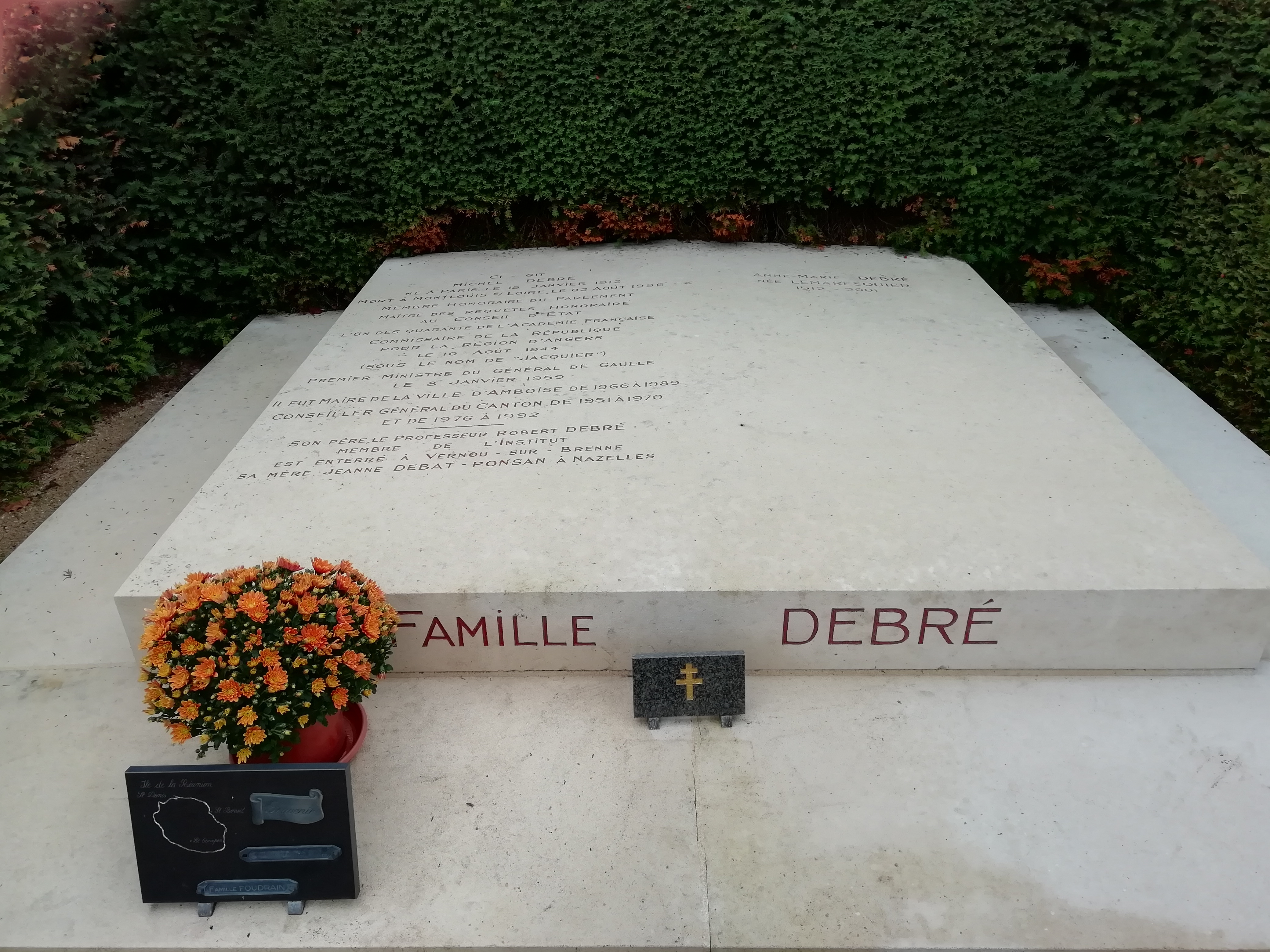
Tombe de la famille Debré